# Les Choux
Les Choux är en kommun i departementet Loiret i regionen Centre-Val de Loire strax norr Frankrikes mitt. Kommunen ligger i kantonen Gien som tillhör arrondissementet Montargis. År 2022 hade Les Choux 530 invånare.

## Befolkningsutveckling
Antalet invånare i kommunen Les Choux
| Referens: INSEE |